# Улаанхус
Улаанхус (монг. Улаанхус) — сомон аймака Баян-Улгий, Монголия.
Центр сомона Билуу расположен в 46 километрах от города Улгий и в 1682 километрах от столицы страны Улан-Батора.
Имеются мелкие предприятия по производству продуктов питания, есть школа, больница.

## Население
Большую часть населения составляют казахи.

## География
На территории сомона простираются горы Цэнгэлхайрхан (3973 метров), Баянуул (3623), Сийлхэм (3500м), долины рек Ойгор, Кобдо-Гол, озёра ледникового происхождения. Здесь водятся аргали, дикие козы, зайцы, тарбаганы, волки, лисы.
Климат резко континентальный. Средняя температура января -22-24 °C, июня +9-14 °C, среднегодовая норма осадков составляет 100 мм, в высокогорье 300-400 мм.
Здесь добывается строительное сырьё, биотит, драгоценные камни.